# Cuquío
Cuquío es una localidad mexicana, cabecera del municipio homónimo situada en el estado de Jalisco, dentro de la región Centro.

## Geografía
La localidad de Cuquío se encuentra ubicada dentro del municipio homónimo, en el centro del mismo.
La localidad está a una altura media de 1781 m s. n. m. La mayor elevación más cercana es el cerro La Silleta, con una altura aproximada de 2200 m s. n. m.

### Clima
El clima predominante en Cuquío es el semicálido subhúmedo con lluvias en verano. Tiene una temperatura media anual de 17.9 °C y una precipitación media anual de 842.7 milímetros.
| Parámetros climáticos promedio de Cuquío, Jalisco | Parámetros climáticos promedio de Cuquío, Jalisco | Parámetros climáticos promedio de Cuquío, Jalisco | Parámetros climáticos promedio de Cuquío, Jalisco | Parámetros climáticos promedio de Cuquío, Jalisco | Parámetros climáticos promedio de Cuquío, Jalisco | Parámetros climáticos promedio de Cuquío, Jalisco | Parámetros climáticos promedio de Cuquío, Jalisco | Parámetros climáticos promedio de Cuquío, Jalisco | Parámetros climáticos promedio de Cuquío, Jalisco | Parámetros climáticos promedio de Cuquío, Jalisco | Parámetros climáticos promedio de Cuquío, Jalisco | Parámetros climáticos promedio de Cuquío, Jalisco | Parámetros climáticos promedio de Cuquío, Jalisco |
| Mes                                               | Ene.                                              | Feb.                                              | Mar.                                              | Abr.                                              | May.                                              | Jun.                                              | Jul.                                              | Ago.                                              | Sep.                                              | Oct.                                              | Nov.                                              | Dic.                                              | Anual                                             |
| ------------------------------------------------- | ------------------------------------------------- | ------------------------------------------------- | ------------------------------------------------- | ------------------------------------------------- | ------------------------------------------------- | ------------------------------------------------- | ------------------------------------------------- | ------------------------------------------------- | ------------------------------------------------- | ------------------------------------------------- | ------------------------------------------------- | ------------------------------------------------- | ------------------------------------------------- |
| Temp. máx. abs. (°C)                              | 36.0                                              | 33.0                                              | 34.5                                              | 39.5                                              | 45.0                                              | 36.5                                              | 36.0                                              | 36.1                                              | 36.1                                              | 36.0                                              | 33.5                                              | 33.0                                              | 45.0                                              |
| Temp. máx. media (°C)                             | 23.1                                              | 24.6                                              | 27.0                                              | 29.3                                              | 30.9                                              | 28.7                                              | 25.7                                              | 25.5                                              | 25.5                                              | 25.5                                              | 24.9                                              | 23.6                                              | 26.2                                              |
| Temp. media (°C)                                  | 13.4                                              | 14.7                                              | 16.6                                              | 19.2                                              | 21.5                                              | 21.7                                              | 20.1                                              | 19.9                                              | 19.7                                              | 18.3                                              | 15.9                                              | 14.1                                              | 17.9                                              |
| Temp. mín. media (°C)                             | 3.8                                               | 4.8                                               | 6.1                                               | 9.2                                               | 12.0                                              | 14.6                                              | 14.5                                              | 14.2                                              | 14.0                                              | 11.1                                              | 7.0                                               | 4.7                                               | 9.7                                               |
| Temp. mín. abs. (°C)                              | -9.5                                              | -7.5                                              | -5.2                                              | -5.0                                              | 2.5                                               | 4.0                                               | 4.0                                               | 1.4                                               | 6.0                                               | -4.0                                              | -6.0                                              | -8.0                                              | -9.5                                              |
| Precipitación total (mm)                          | 15.6                                              | 9.0                                               | 4.2                                               | 7.7                                               | 26.9                                              | 152.0                                             | 214.1                                             | 188.7                                             | 148.6                                             | 55.6                                              | 12.6                                              | 7.7                                               | 842.7                                             |
| Días de precipitaciones (≥ 1 mm)                  | 1.6                                               | 1.0                                               | 0.5                                               | 1.0                                               | 2.8                                               | 12.5                                              | 18.6                                              | 17.2                                              | 12.9                                              | 5.2                                               | 1.5                                               | 1.4                                               | 76.2                                              |
| Fuente: Servicio Meteorológico Nacional           |                                                   |                                                   |                                                   |                                                   |                                                   |                                                   |                                                   |                                                   |                                                   |                                                   |                                                   |                                                   |                                                   |

## Demografía
De acuerdo con el Censo de Población y Vivienda realizado en marzo de 2020 por el Instituto Nacional de Estadística y Geografía (INEGI), en Cuquío había un total de 5011 habitantes, 2619 mujeres y 2392 hombres. Dichos habitantes se distribuían en un total de 1435 viviendas.

### Evolución demográfica
| Gráfica de evolución demográfica de Cuquío entre 1900 y 2020 |
|                                                              |
| Fuente: Instituto Nacional de Estadística y Geografía        |